# Frênes
Frênes foi uma comuna francesa na região administrativa da Normandia, no departamento Orne. Estendia-se por uma área de 13,35 km². Em 2010 a comuna tinha 829 habitantes (densidade: 62,1 hab./km²).
Em 1 de janeiro de 2015, passou a formar parte da nova comuna de Tinchebray-Bocage.